# 布魯斯奥爾德史丹德 (阿拉巴馬州)
布魯斯奧爾德史丹德（英語：Blues Old Stand）是一個位於美國阿拉巴馬州布洛克縣的非建制地區。該地的面積和人口皆未知。

## 地理
布魯斯奧爾德史丹德的座標為31°59′06″N 85°43′01″W / 31.985000°N 85.716944°W，而該地最高點為海拔高度144米（即472英尺）。